# Caves de Nérac
Caves de Nérac este o arie protejată (sit de importanță comunitară — SCI) din Franța întinsă pe o suprafață de 1,29 ha, integral pe uscat.

## Localizare
Centrul sitului Caves de Nérac este situat la coordonatele 44°08′07″N 0°20′01″E / 44.1353°N 0.33363°E.

## Înființare
Situl Caves de Nérac a fost declarat arie specială de conservare în baza directivei 92/43 din 1992 referitoare la conservarea habitatelor naturale și a faunei și florei sălbatice pentru a proteja 5 specii de animale.

## Biodiversitate
Situată în ecoregiunea atlantică, aria protejată nu include niciun habitat protejat.
La baza desemnării sitului se află mai multe specii protejate de  mamifere (5): liliac cu aripi lungi (Miniopterus schreibersii), liliac comun (Myotis myotis), liliacul mediteranean cu potcoavă (Rhinolophus euryale), liliacul mare cu potcoavă (Rhinolophus ferrumequinum), liliacul mic cu potcoavă (Rhinolophus hipposideros).
Pe lângă speciile protejate, pe teritoriul sitului au mai fost identificate 1 specie de mamifere.